# حقيقة مطلقة
الحقيقة المطلقة يشار بها الى كون صدق المعلومة أو العبارة المنطقية او الاخلاقية (او غيرها) لا يتغير ولا يتبدل، بل يكون تصور صدق العبارة ممكناً مهما كان السياق والمكان والزمان وبلا أي تناقض. ومثال على ذلك قولنا مثلا: لا يوجد على الاطلاق دائرة مربعة او مربع دائري.